# Iguchi Naruhito
Iguchi Naruhito (井口 成人 Sinh ngày 15 tháng 1 năm 1951) tại Minamiuonuma, Niigata) là một diễn viên Nhật Bản, phóng viên, và diễn viên lồng tiếng.
Ông đã lồng tiếng cho nhiều phim khác nhau thuộc thể loại như phim truyền hình, và phim hoạt hình.

## Liên kết
- Hồ sơ quản lý tài năng Lưu trữ ngày 6 tháng 7 năm 2012 tại Wayback Machine (tiếng Nhật)
- Iguchi Naruhito  tại từ điển bách khoa của Anime News Network